# Bank of America Tower (Jacksonville)
Bank of America Tower (originalmente Barnett Center ) es un rascacielos en el centro de la ciudad de Jacksonville, Florida, en la esquina noroeste de las calles Bay y Laura. en 617 pies (188,1 m), es el edificio más alto de Jacksonville, y el decimoséptimo más alto de Florida (los diez más altos están todos en Miami ). Fue construido como la sede de Barnett Bank y originalmente llamado Barnett Center, pero el nombre se cambió a NationsBank Tower en 1998 después de que NationsBank adquiriera Barnett Bank. NationsBank pronto adquirió Bank of America y el nombre del edificio se cambió a Bank of America Tower en 1999. La estructura de 42 pisos fue diseñada por el arquitecto germano-estadounidense Helmut Jahn y está construida con hormigón armado.

## Galería

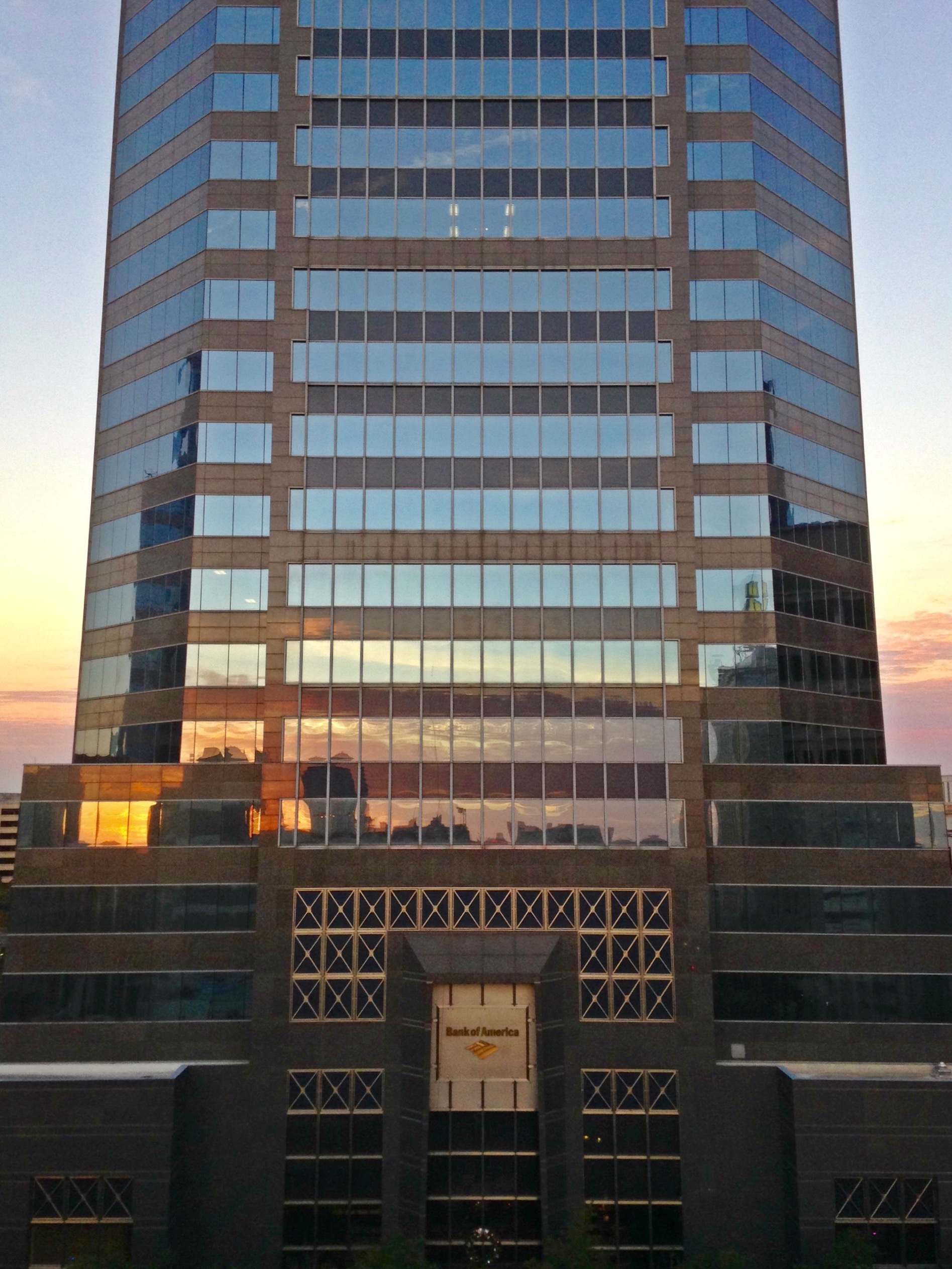
Entrada a la torre
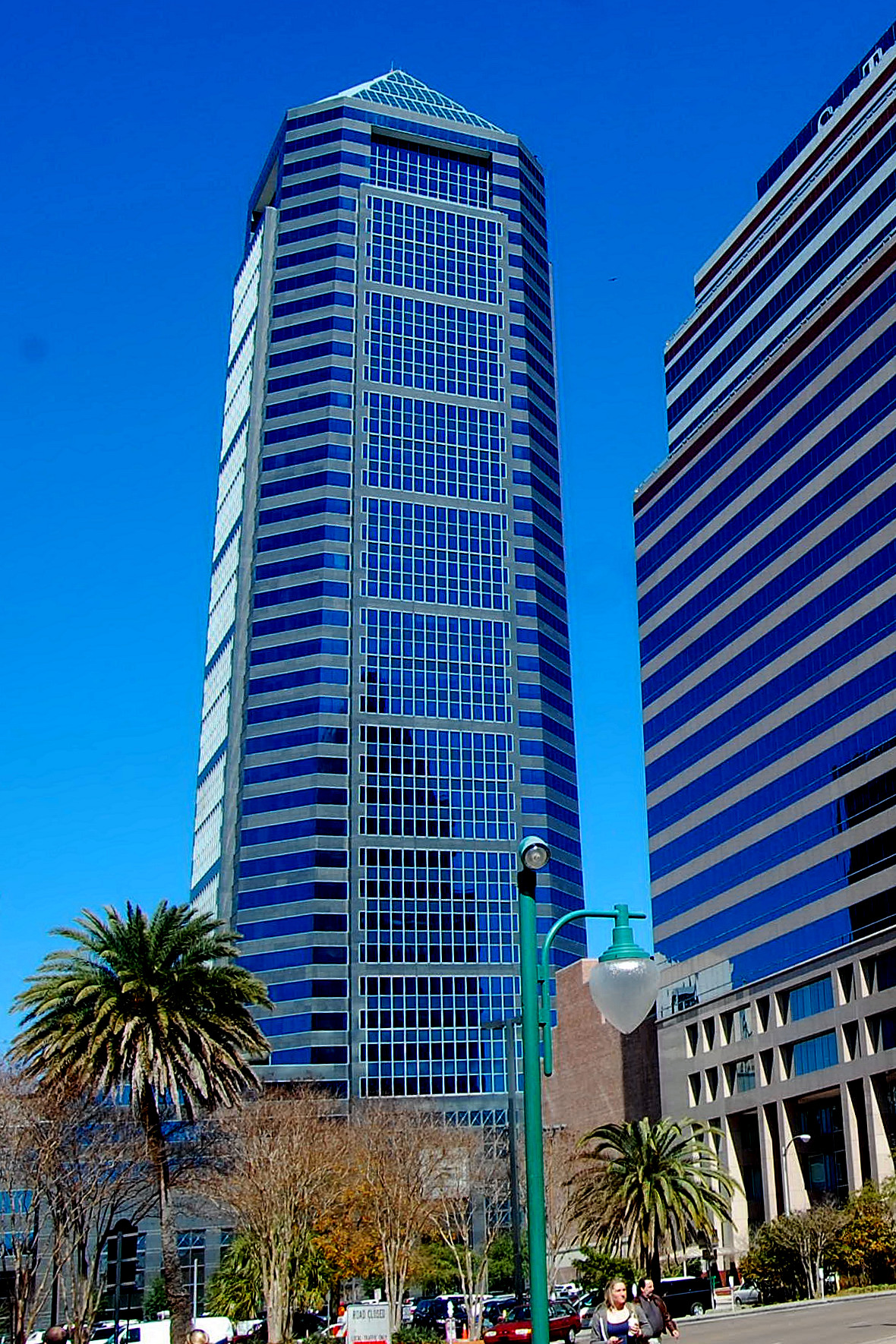
Vista de la torre en 2010
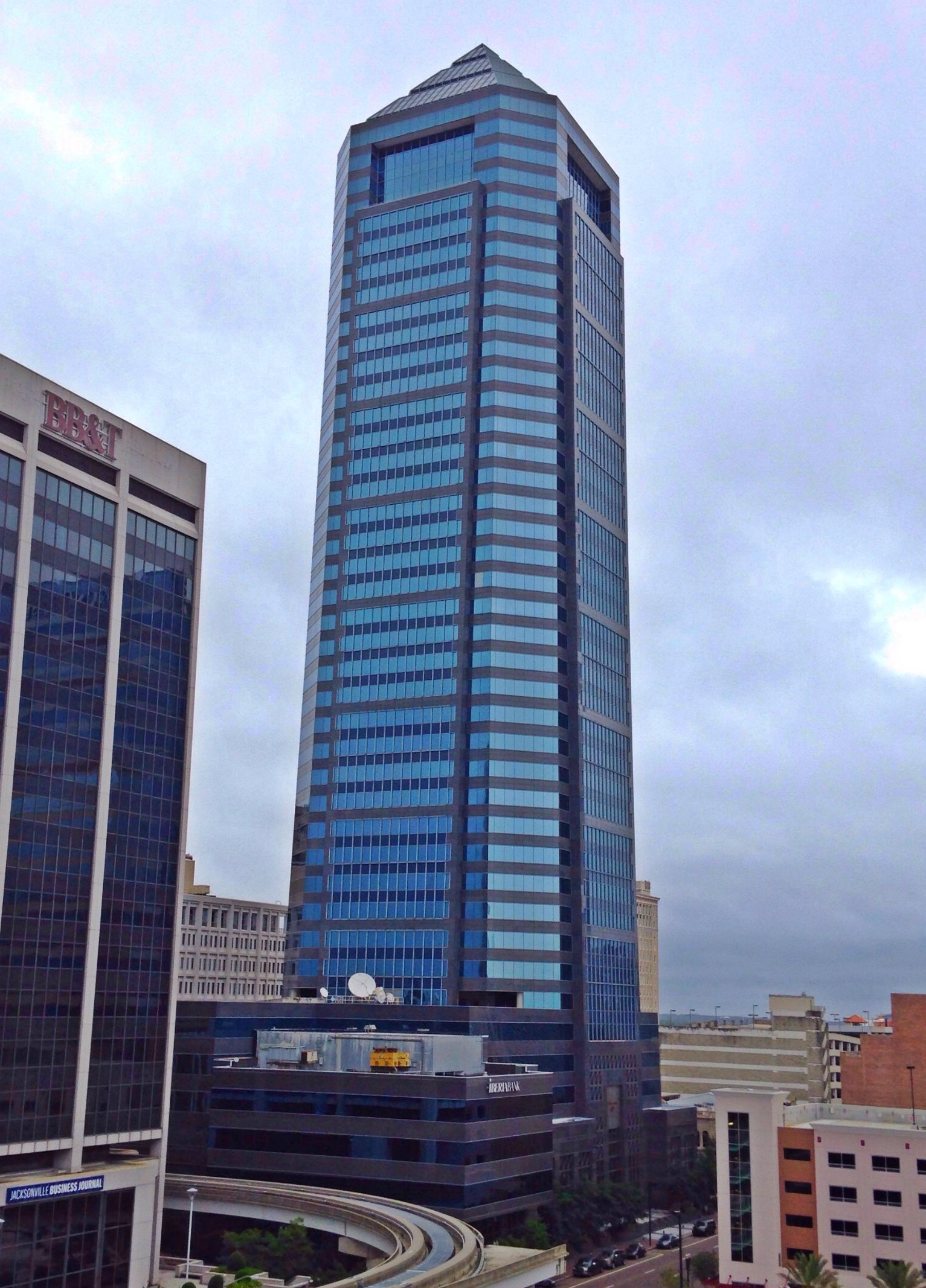
Vista de la torre en 2015
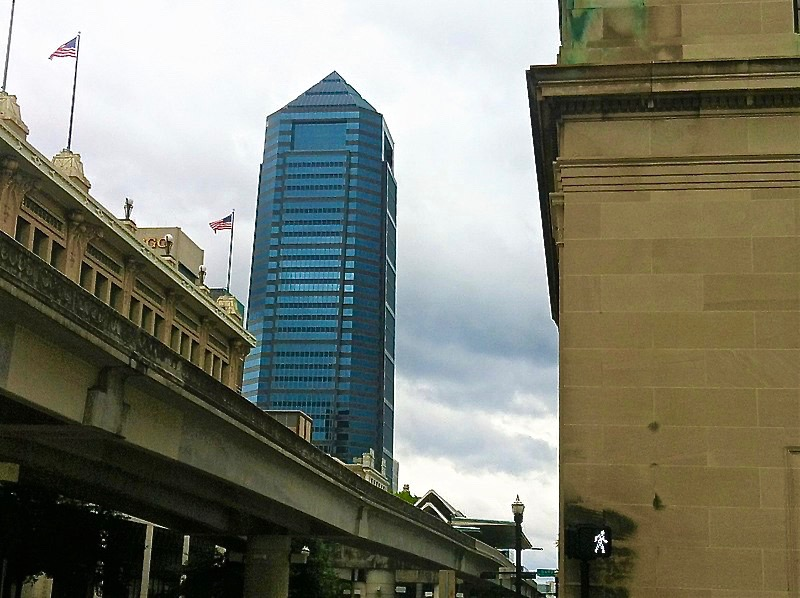
Vista desde las calles Hogan y Church